# Gauliga Baden 1942/43
Die Gauliga Baden 1942/43 war die zehnte Spielzeit der Gauliga Baden im Fußball. Sie begann am 30. August 1942 und endete am 7. März 1943. Zum letzten Mal wurde die Gaumeisterschaft im eingleisigen Modus mit zehn Mannschaften ausgetragen. Bereits am ersten Spieltag deutete der VfR Mannheim mit einem 12:0-Kantersieg über Phönix Karlsruhe an, dass er in diesem Jahr die überragende Mannschaft der Spielklasse stellen würde. Die Blau-Weiß-Roten blieben ohne Punktverlust und schlossen die Runde mit einem sagenhaften Torverhältnis von 137:12 Treffern als Meister ab. Auch die Endrunde um die deutsche Meisterschaft begann für den VfR vielversprechend, im Viertelfinale musste man sich dann aber trotz Pausenführung dem Westmark-Meister FV Saarbrücken geschlagen geben. Da die Gauliga Baden in der Folgesaison 1943/44 in drei Staffeln aufgeteilt wurde, gab es in dieser Spielzeit keine Absteiger.

## Kreuztabelle
Die Kreuztabelle stellt die Ergebnisse aller Spiele dieser Saison dar. Die Heimmannschaft ist in der linken Spalte, die Gastmannschaft in der oberen Zeile aufgelistet.
| 1942/43                | VfR Mannheim | VfTuR Feudenheim | SV Waldhof Mannheim | Freiburger FC | VfB Mühlburg | 1. FC Pforzheim | FV Daxlanden | VfL Neckarau | FC Rastatt 04 | FC Phönix Karlsruhe |
| ---------------------- | ------------ | ---------------- | ------------------- | ------------- | ------------ | --------------- | ------------ | ------------ | ------------- | ------------------- |
| VfR Mannheim           |              | 3:0              | 4:2                 | 13:0          | 6:1          | 12:0            | 2:1          | 5:1          | 12:0          | 12:0                |
| VfTuR Feudenheim       | 2:10         |                  | 2:1                 | 2:0           | +0:0         | +0:0            | 2:1          | 3:0          | 8:0           | 4:3                 |
| SV Mannheim-Waldhof 07 | 0:2          | 4:2              |                     | 4:0           | 5:2          | 6:2             | 3:2          | 5:4          | 2:0           | +0:0                |
| Freiburger FC          | 0:9          | +0:0             | 1:0                 |               | 1:0          | 3:4             | 6:1          | +0:0         | 1:0           | +0:0                |
| VfB Mühlburg           | 2:4          | 0:0              | 3:2                 | 0:0+          |              | 3:2             | 1:2          | 5:3          | 2:2           | 5:2                 |
| 1. FC Pforzheim        | 2:9          | 2:2              | 5:2                 | 4:3           | 1:1          |                 | 2:3          | 2:1          | 4:1           | 5:3                 |
| FV Daxlanden           | 1:4          | 4:1              | +0:0                | 6:2           | 1:3          | 6:3             |              | 2:1          | 3:0           | 0:1                 |
| VfL Neckarau           | 0:5          | 5:1              | 2:3                 | 5:1           | 1:2          | +0:0            | 4:0          |              | 0:0           | 8:0                 |
| FC Rastatt 04          | 0:8          | 2:3              | 3:0                 | 1:8           | 3:1          | 2:3             | 3:1          | 0:3          |               | 1:1                 |
| FC Phönix Karlsruhe    | 0:17         | 2:3              | 2:4                 | 4:0           | 1:4          | 3:3             | 2:0          | 1:2          | 1:2           |                     |

## Abschlusstabelle
| Pl. | Verein                  | Sp. | S  | U | N  | Tore    | Quote | Punkte |
| --- | ----------------------- | --- | -- | - | -- | ------- | ----- | ------ |
| 1.  | VfR Mannheim            | 18  | 18 | 0 | 0  | 137:120 | 11,42 | 36:0   |
| 2.  | VfTuR Feudenheim        | 18  | 10 | 2 | 6  | 035:370 | 0,95  | 22:14  |
| 3.  | SV Waldhof Mannheim (M) | 18  | 10 | 0 | 8  | 043:360 | 1,19  | 20:16  |
| 4.  | Freiburger FC           | 18  | 9  | 0 | 9  | 026:530 | 0,49  | 18:18  |
| 5.  | VfB Mühlburg            | 18  | 7  | 3 | 8  | 035:360 | 0,97  | 17:19  |
| 6.  | 1. FC Pforzheim         | 18  | 7  | 3 | 8  | 044:600 | 0,73  | 17:19  |
| 7.  | FV Daxlanden (N)        | 18  | 8  | 0 | 10 | 034:400 | 0,85  | 16:20  |
| 8.  | VfL Neckarau            | 18  | 7  | 1 | 10 | 040:350 | 1,14  | 15:21  |
| 9.  | FC Rastatt 04           | 18  | 4  | 3 | 11 | 020:610 | 0,33  | 11:25  |
| 10. | FC Phönix Karlsruhe     | 18  | 3  | 2 | 13 | 026:700 | 0,37  | 08:28  |

| (M) | Titelverteidiger              |
| (N) | Aufsteiger aus den 1. Klassen |

## Aufstiegsrunde
Durch die Erweiterung der Gauliga zur kommenden Spielzeit

### Gruppe Nord
| Pl. | Verein                                                     | Sp. | S | U | N | Tore    | Quote | Punkte |
| --- | ---------------------------------------------------------- | --- | - | - | - | ------- | ----- | ------ |
| 1.  | TSG Plankstadt a (Sieger 1. Klasse Staffel Mannheim 2)     | 4   | 3 | 0 | 1 | 006:200 | 3,00  | 06:20  |
| 2.  | SC Käfertal b (Sieger 1. Klasse Staffel Mannheim 1)        | 4   | 3 | 0 | 1 | 001:300 | 0,33  | 06:20  |
| 3.  | TSV 02 Walldorf c (Sieger 1. Klasse Staffel Neckar-Elsenz) | 4   | 0 | 0 | 4 | 001:300 | 0,33  | 0:80   |

### Gruppe Mitte
| Pl. | Verein                                               | Sp. | S | U | N | Tore    | Quote | Punkte |
| --- | ---------------------------------------------------- | --- | - | - | - | ------- | ----- | ------ |
| 1.  | Karlsruher FV (Sieger 1. Klasse Staffel Mittelbaden) | 4   | 3 | 1 | 0 | 012:100 | 12,00 | 07:10  |
| 2.  | VfR Pforzheim (Sieger 1. Klasse Staffel Pforzheim)   | 4   | 2 | 1 | 1 | 010:900 | 1,11  | 05:30  |
| 3.  | FV Muggensturm (Sieger 1. Klasse Staffel Oos-Murg)   | 4   | 0 | 0 | 4 | 006:180 | 0,33  | 0:80   |

Entscheidungsspiel um den zweiten Aufsteiger:

Da die Platzierungen in der Aufstiegsrunde nicht maßgebend waren, spielten die beiden noch nicht aufgestiegenen Vereine den zweiten Aufsteiger aus der Gruppe Mitte aus.
| Datum            |               | Ergebnis  |                |
| ---------------- | ------------- | --------- | -------------- |
| 24. Oktober 1943 | VfR Pforzheim | 6:2 (2:1) | FV Muggensturm |

### Gruppe Süd
Der VfB Waldshut, Sieger der 1. Klasse Sportbezirk IX, verzichtete auf die Teilnahme an den Aufstiegsspielen.
| Datum                       |                                                           | Gesamt |                                                   | Hinspiel | Rückspiel |
| --------------------------- | --------------------------------------------------------- | ------ | ------------------------------------------------- | -------- | --------- |
| 16. Mai 1943 / 23. Mai 1943 | SG-SS Radolfzell (Sieger Sportbezirk XI – Hegau-Bodensee) | 3:9    | LSV Freiburg (Sieger Sportbezirk VIII – Breisgau) | 2:0      | 1:9       |

## Statistiken

### Torschützen
Mit 58 Toren erreichte Walter Danner den Rekord für die meisten Tore in einer Saison der Gauliga Baden. Zudem gelang ihm fünfmal in einer Partie sechs Treffer zu erzielen.
| Rang | Spieler        | Verein          | Tore |
| ---- | -------------- | --------------- | ---- |
| 1    | Walter Danner  | VfR Mannheim    | 58   |
| 2    | Anton Lutz     | VfR Mannheim    | 26   |
| 3    | Willi Preschle | VfL Neckarau    | 22   |
| 4    | August Schwab  | VfR Mannheim    | 14   |
| 5    | Erich Fischer  | 1. FC Pforzheim | 13   |

### Zuschauer
- Spiel mit den meisten Zuschauern: SV Mannheim-Waldhof 07 – VfR Mannheim (27. Oktober 1942; 6.000 Zuschauer)
- Spiel mit den wenigsten Zuschauern: VfL Neckarau – Freiburger FC (27. September 1942; 400 Zuschauer)